# Platytropius siamensis
Platytropius siamensis es una especie de peces de la familia Schilbeidae en el orden de los Siluriformes.

## Morfología
• Los machos pueden llegar alcanzar los 20 cm de longitud total.

## Reproducción
Es ovíparo y los huevos no son protegidos por los padres.

## Alimentación
Come insectos y gambas.

## Hábitat
Es un pez de agua dulce y de clima tropical (21 °C-25 °C).

## Distribución geográfica
Se encuentran en Asia:  cuencas de los ríos Chao Phraya y Bang Pakong (Tailandia ).